# 熊其光
熊其光（1817年—1855年），字韜之，江苏青浦縣（今上海市青浦区）人。清朝政治人物，同進士出身。

## 生平
熊其光天賦穎異，年少好讀書，過目不忘。道光二十六年（1846年）中式丙午恩科舉人，道光二十七年（1847年）聯捷丁未科張之萬榜三甲進士，授戶部主事，告假歸鄉。道光二十九年（1849年），家鄉大水，縣令侵蝕帑銀過萬，飢民死者眾多。熊其光憤而上書，貪官終被革職。
咸豐初年，天地會周立春等起事反清，攻佔青浦、上海等縣。江蘇巡撫吉爾杭阿收復青浦縣城，其光總管團防事宜。上海長久無法收復，其光日夜操勞，籌措軍餉。咸豐五年（1855年）正月初一，清軍最終克復上海。同年九月，其光因積勞病卒，年三十九歲。光緒《青浦縣志》有傳。

## 親故
弟熊其英(1837-1879)，字純叔，以貢生就任訓導，後升河南知縣，賑濟災民，卒於任內。光绪《青浦县志》篡修。《清史稿》有傳。

## 著作
熊其光博聞強識，天文、曆算、輿地、河渠、農田皆通。清代儒士中，其光獨服顧炎武及胡天游、洪亮吉、汪中四人，曾繪《一師三友圖》。有《琴海樓集》。另有與弟其英所著之《二熊君诗賸》二卷。